# العلاقات الساموية المولدوفية
العلاقات الساموية المولدوفية هي العلاقات الثنائية التي تجمع بين ساموا ومولدوفا.

## مقارنة بين البلدين
هذه مقارنة عامة ومرجعية للدولتين:
| وجه المقارنة                                              | ساموا                        | مولدوفا                           |
| --------------------------------------------------------- | ---------------------------- | --------------------------------- |
| المساحة (كم2)                                             | 2.84 ألف                     | 33.85 ألف                         |
| عدد السكان (نسمة)                                         | 196.44 ألف                   | 2.55 مليون                        |
| الكثافة السكانية (ن./كم²)                                 | 69.17                        | 75.33                             |
| العاصمة                                                   | أبيا                         | كيشيناو                           |
| اللغة الرسمية                                             | لغة إنجليزية، اللغة الساموية | اللغة المولدوفية، اللغة الرومانية |
| العملة                                                    | تالا ساموي                   | ليو مولدوفي                       |
| الناتج المحلي الإجمالي (بليون دولار)                      | 856.63 مليون                 | 8.13 مليار                        |
| الناتج المحلي الإجمالي (تعادل القوة الشرائية) بليون دولار | 1.15 مليار                   | 17.94 مليار                       |
| الناتج المحلي الإجمالي الاسمي للفرد دولار أمريكي          | 3.94 ألف                     | 3.65 ألف                          |
| الناتج المحلي الإجمالي للفرد دولار أمريكي                 | 5.79 ألف                     | 4.98 ألف                          |
| مؤشر التنمية البشرية                                      | 0.702                        | 0.693                             |
| رمز المكالمات الدولي                                      | +685                         | +373                              |
| رمز الإنترنت                                              | .ws                          | .md                               |
| المنطقة الزمنية                                           | ت ع م+13:00                  | ت ع م+02:00، ت ع م+03:00          |

## منظمات دولية مشتركة
يشترك البلدان في عضوية مجموعة من المنظمات الدولية، منها:
| علم المنظمة | اسم المنظمة                               | تاريخ انضمام ساموا | تاريخ انضمام مولدوفا |
| ----------- | ----------------------------------------- | ------------------ | -------------------- |
|             | مؤسسة التنمية الدولية                     | 28 يونيو 1974      | 14 يونيو 1994        |
|             | يونسكو                                    | 3 أبريل 1981       | 27 مايو 1992         |
|             | وكالة ضمان الاستثمار متعدد الأطراف        | 27 سبتمبر 2002     | 9 يونيو 1993         |
|             | الأمم المتحدة                             | 15 ديسمبر 1976     | 2 مارس 1992          |
|             | الاتحاد البريدي العالمي                   | ?                  | ?                    |
|             | البنك الدولي للإنشاء والتعمير             | 28 يونيو 1974      | 12 أغسطس 1992        |
|             | الاتحاد الدولي للاتصالات                  | 7 أكتوبر 1988      | 20 أكتوبر 1992       |
|             | منظمة حظر الأسلحة الكيميائية              | ?                  | ?                    |
|             | مؤسسة التمويل الدولية                     | 28 يونيو 1974      | 10 مارس 1995         |
|             | المركز الدولي لتسوية المنازعات الاستشارية | 25 مايو 1978       | 4 يونيو 2011         |
|             | منظمة التجارة العالمية                    | ?                  | ?                    |
|             | منظمة الشرطة الجنائية الدولية             | ?                  | ?                    |

## وصلات خارجية
- موقع وزارة الخارجية المولدوفية